# Porc celte
Le porc celte (Porco celta en galicienne), est une race de porc typique du nord-ouest de la péninsule Ibérique.

## Conservation
| Année | Truies | Verrats | Total |
| ----- | ------ | ------- | ----- |
| 2009  | 2 643  | 1 751   | 4 394 |
| 2010  | 2 687  | 1 787   | 4 474 |
| 2011  | 2 587  | 1 889   | 4 476 |
| 2012  | 2 684  | 1 907   | 4 591 |
| 2013  | 2 634  | 1 668   | 4 302 |
| 2014  | 2 532  | 1 596   | 4 128 |